# Gare de Saint-Quentin-Fallavier
Gare de Saint-Quentin-Fallavier vasútállomás Franciaországban, Saint-Quentin-Fallavier településen.

## Vasútvonalak
Az állomást az alábbi vasútvonalak érintik:
- Lyon-Perrache-Grenoble-Marseille-vasútvonal

## Kapcsolódó állomások
A vasútállomáshoz az alábbi állomások vannak a legközelebb:
- Gare de La Verpillière (Gare de Marseille-Saint-Charles)
- Gare de Saint-Priest (Lyon-Perrache pályaudvar)